# Howard Lake, Minnesota
Howard Lake är en stad (city) i Wright County i Minnesota. Vid 2010 års folkräkning hade Howard Lake 1 962 invånare.